# أندريه لانسلوت
أندريه لانسلوت (بالفرنسية: André Lancelot)‏ هو مجدف فرنسي، ولد عام ( 1900  م).

## وصلات خارجية
- أندريه لانسلوت على موقع الاتحاد الدولي للتجديف (الإنجليزية)
- أندريه لانسلوت على موقع أوليمبيديا (الإنجليزية)